# Hylaeus insolitus
Hylaeus insolitus là một loài Hymenoptera trong họ Colletidae. Loài này được Snelling mô tả khoa học năm 1966.